# Родон (підприємство)

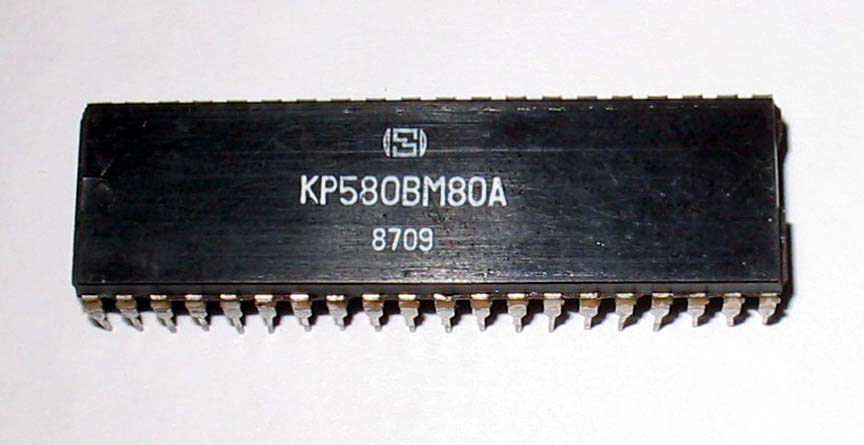
Мікропроцесор КР580ВМ80А виробництва заводу «Родон»

«Родон» — підприємство електронної промисловості в місті Івано-Франківськ (вул. Вовчинецька, 225).

## В СРСР
Історія ВАТ «Родон» розпочалася 27 вересня 1967 року, коли уряд колишнього СРСР ухвалив рішення про будівництво заводу електронної промисловості в м. Івано-Франківську. Проектну документацію на підприємство розробив Московський державний проектний інститут промислових підприємств.
Першим був споруджений комплекс професійно-технічного училища, навчальний корпус якого здали в експлуатацію в 1971 році. Ще тільки закінчували будувати навчальний корпус ПТУ, а в його виробничих майстернях уже почав функціонувати цех № 25 Мінського заводу напівпровідникових приладів. В короткі терміни було освоєно виробництво напівпровідникових приладів Д-18; Д-20 для військово-промислового комплексу СРСР і товарів народного споживання.
у 1971 на основі цеху № 25 Мінського заводу напівпровідникових приладів відкрився завод «Позитрон». Більшість розробок — з оборонної галузі, тому були секретними.
Водночас на північному сході міста споруджувалися сучасні корпуси майбутнього підприємства.
На кінець 1980-х підприємство мало обсяг реалізації 245 млн карбованців на рік, 10 тисяч висококваліфікованих робітників та інженерно-технічних працівників, 100 млн шт. інтегральних мікросхем 150 типів в рік, товарів народного споживання на суму понад 40 млн карбованців на рік, в тому числі калькулятори чотирьох типів, у тому числі з сонячними панелями, телефонні апарати восьми типів, пульти дистанційного управління, побутові світильники, штампи, прес-форми, оснастка і нестандартне обладнання для інших галузей промисловості.
Тоді ж на базі «Позитрону» створили виробниче об'єднання «Родон».
У складі «Родону» функціонувало спеціальне конструкторське бюро, яке розробляло, нові інтегральні мікросхеми з випуском нового комплекту технічної документації. Деякі спеціалісти захистили докторські й кандидатські дисертації і працюють нині в Прикарпатському національному університеті ім. Василя Стефаника.

## В Україні
Перші роки після розпаду СРСР завод ще працював, там виготовляли деталі й мікросхеми до побутових приладів. Але ця продукція вже не могла конкурувати з новими товарами на ринку. У 1993-му, в рамках програми приватизації держмайна, підприємство змінило назву на відкрите акціонерне товариство «Родон». Але це не допомогло, завод занепадав.
Після розпаду СРСР обладнання заводу було розкрадено, а вивільнені приміщення (площею ~50 тис. м²) нині планується використовувати з метою продажу, оренди або створення дочірніх підприємств з непрофільного виробництва.
Так, у 2008 р. створено ДП СКБ «Орізон» (деревообробне виробництво) — виготовлення євро вікон і міжкімнатних дверей за повним технологічним циклом.